# Sölja

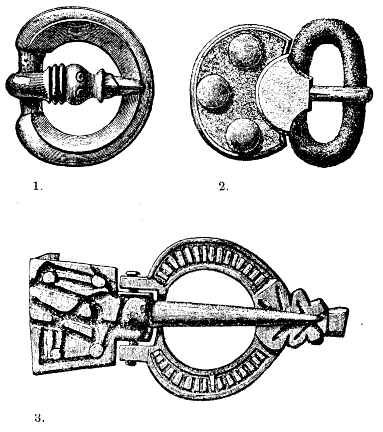
Äldre arkeologisk illustration av söljor.

En sölja är ett spänne, en hylsa eller en ring som vanligen används för att hålla samman något.
Begreppet är vanligt förekommande främst i äldre arkeologisk facktext där det används främst om spännen med torne (även torn), vilka ofta tolkas som bältesspännen. Det har även syftat på ringar och byglar som saknar torne och som trots detta ändå kan antas ha spänneliknande funktion. Det förekommer även att ringspännen beskrivs som ringsöljor.

## Historia
En sölja har historiskt i regel varit av silver, järn eller mässing. Efter placering och funktion kan det beskrivs som bröst-, hatt-, knä- eller skosölja.
I den svenska armén och flottan på 1700-talet talas det ofta om söljor till div. Sölja till livgehäng, trumrem med mässingssölja, karbinrem med mässingssölja, foderpossa med järnssölja, patronkök med förgylld mässingssölja, harneskremmar med mässingssölja etc.

## Sölja inom scouting
Inom scouting är sölja den accessoar som håller ihop scouthalsduken. Söljan är ofta egenhändigt tillverkad av bäraren och kan bestå av en valknop av snöre eller läderrem eller som här en hylsa av dekorerat läder.

## Externa länkar

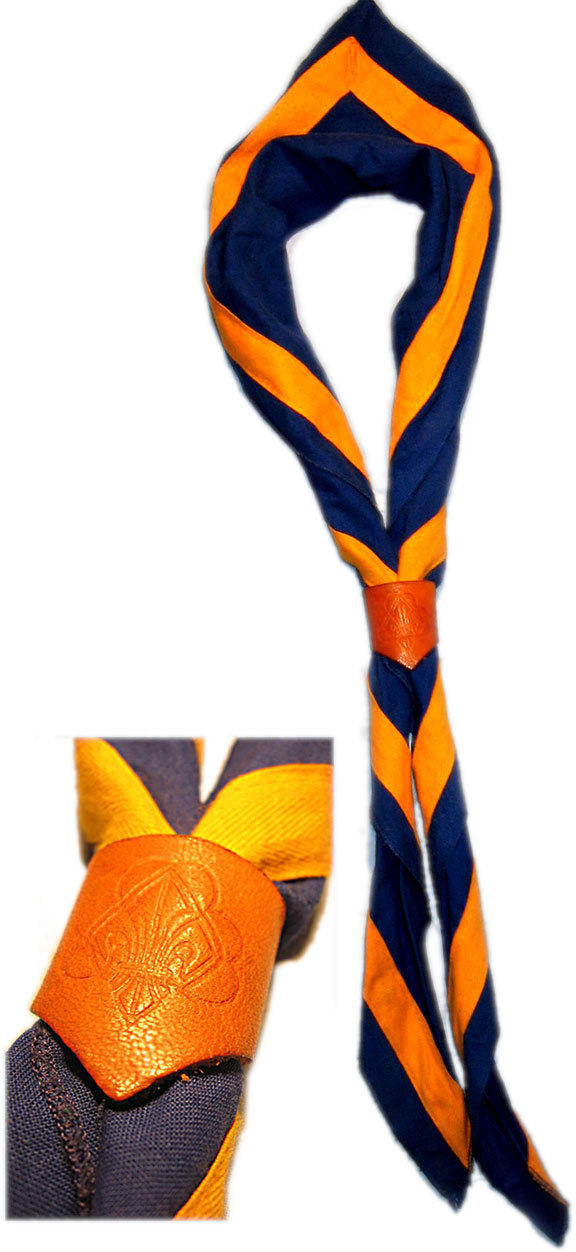
Scouthalsduk med sölja.